# Kennedy Mweene
Kennedy Mweene (ur. 11 grudnia 1984 w Lusace) – zambijski piłkarz grający na pozycji bramkarza.

## Kariera klubowa
Karierę piłkarską Mweene rozpoczął w stolicy kraju, Lusace. Jego pierwszym klubem w karierze był zespół Lusaka Dynamos. W 2004 roku zadebiutował w jego barwach w zambijskiej Premier League. Po roku gry w tym klubie przeszedł do drużyny Kitwe United, w którym także grał przez jeden sezon.
W 2006 roku Mweene został bramkarzem Free State Stars, pochodzącego się z południowoafrykańskiego miasta Bethlehem. W 2006 roku zdobył z nim Baymed Cup, jednak spadł z Free State Stars do drugiej ligi. W 2007 roku wygrał te rozgrywki i powrócił wraz ze swoim zespołem do pierwszej ligi RPA. W sezonie 2007/2008 zdobył pierwszego gola w karierze – 9 marca 2008 w meczu z Kaizer Chiefs (1:4). W 2013 roku przeszedł do Mamelodi Sundowns. W sezonach 2013/2014, 2015/2016 oraz 2017/2018 został z nim mistrzem RPA.
| Sezon   | Klub              | Kraj              | Rozgrywki      | Mecze | Bramki |
| ------- | ----------------- | ----------------- | -------------- | ----- | ------ |
| 2004    | Lusaka Dynamos    | Zambia            | Premier League | 27    | 0      |
| 2005    | Kitwe United      | Zambia            | Premier League | 30    | 0      |
| 2005/06 | Free State Stars  | Południowa Afryka | Premier League | 8     | 0      |
| 2006/07 | Free State Stars  | Południowa Afryka | Mvela League   | 19    | 0      |
| 2007/08 | Free State Stars  | Południowa Afryka | Premier League | 28    | 1      |
| 2008/09 | Free State Stars  | Południowa Afryka | Premier League | 29    | 0      |
| 2009/10 | Free State Stars  | Południowa Afryka | Premier League | 28    | 2      |
| 2010/11 | Free State Stars  | Południowa Afryka | Premier League | 30    | 3      |
| 2011/12 | Free State Stars  | Południowa Afryka | Premier League | 27    | 4      |
| 2012/13 | Free State Stars  | Południowa Afryka | Premier League | 12    | 0      |
| 2013/14 | Mamelodi Sundowns | Południowa Afryka | Premier League | 25    | 0      |
| 2014/15 | Mamelodi Sundowns | Południowa Afryka | Premier League | 18    | 0      |
| 2015/16 | Mamelodi Sundowns | Południowa Afryka | Premier League | 5     | 0      |
| 2016/17 | Mamelodi Sundowns | Południowa Afryka | Premier League | 7     | 0      |
| 2017/18 | Mamelodi Sundowns | Południowa Afryka | Premier League | 1     | 0      |
| 2018/19 | Mamelodi Sundowns | Południowa Afryka | Premier League |       |        |

## Kariera reprezentacyjna
W reprezentacji Zambii Mweene zadebiutował w 2004 roku. W 2006 roku rozegrał jeden mecz w Pucharze Narodów Afryki 2006, z Republiką Południowej Afryki (1:0). W 2008 roku został powołany przez selekcjonera Patricka Phiriego do kadry na Puchar Narodów Afryki 2008, na którym pełnił rolę pierwszego bramkarza. Rozegrał tam 3 spotkania: z Sudanem (0:3), z Kamerunem (1:5) i z Egiptem (1:1). W 2010 roku ponownie znalazł się w kadrze na Puchar Narodów Afryki. W 2012 wystąpił we wszystkich meczach swojej drużyny w PNA, a Zambia zdobyła mistrzostwo. W meczu finałowym z Wybrzeżem Kości Słoniowej wykorzystał swoją „jedenastkę” w konkursie rzutów karnych. Ostatecznie Zambia wygrała po raz pierwszy w historii Puchar Narodów Afryki. Piłkarze Zambii zadedykowali Puchar kolegom zmarłym w katastrofie lotniczej z 1993 roku. Mweene został wybrany najlepszym bramkarzem turnieju. Był także w kadrze Zambii na Puchar Narodów Afryki 2013 i Puchar Narodów Afryki 2015.